# Lequincio Zeefuik
Lequincio Zeefuik (Amsterdam, 26 novembre 2004) è un calciatore olandese, attaccante dell'AZ Alkmaar.

## Biografia
Anche i suoi fratelli Deyovaisio e Género sono calciatori professionisti.

## Carriera
Nel 2017 entra a far parte del settore giovanile del Volendam e il 22 aprile 2021 firma il suo primo contratto da professionista con gli Oranje, di durata triennale. Tre giorni dopo, ha esordito in prima squadra, disputando l'incontro di Eerste Divisie vinto per 2-0 contro il Telstar, trovando anche la via del gol e diventando così, all'età di 16 anni e 150 giorni, il giocatore più giovane a segnare una rete fra i professionisti all'esordio dopo Henk Vos nel 1984.

## Statistiche

### Presenze e reti nei club
Statistiche aggiornate all'8 ottobre 2022.
| Stagione        | Squadra         | Campionato      | Campionato | Campionato | Coppe nazionali | Coppe nazionali | Coppe nazionali | Coppe continentali | Coppe continentali | Coppe continentali | Altre coppe | Altre coppe | Altre coppe | Totale | Totale |
| Stagione        | Squadra         | Comp            | Pres       | Reti       | Comp            | Pres            | Reti            | Comp               | Pres               | Reti               | Comp        | Pres        | Reti        | Pres   | Reti   |
| --------------- | --------------- | --------------- | ---------- | ---------- | --------------- | --------------- | --------------- | ------------------ | ------------------ | ------------------ | ----------- | ----------- | ----------- | ------ | ------ |
| 2021-2022       | Jong Volendam   | 2D              | 11+1       | 2+0        |                 | -               | -               |                    | -                  | -                  |             | -           | -           | 12     | 2      |
| 2022-2023       | Jong Volendam   | 2D              | 4          | 1          |                 | -               | -               |                    | -                  | -                  |             | -           | -           | 4      | 1      |
| 2020-2021       | Volendam        | 1D              | 4+1        | 1+0        | CO              | -               | -               |                    | -                  | -                  |             | -           | -           | 5      | 1      |
| 2021-2022       | Volendam        | 1D              | 9          | 0          | CO              | 1               | 0               |                    | -                  | -                  |             | -           | -           | 10     | 0      |
| 2022-2023       | Volendam        | ED              | 4          | 1          | CO              | 0               | 0               |                    | -                  | -                  |             | -           | -           | 4      | 1      |
| Totale carriera | Totale carriera | Totale carriera | 34         | 5          |                 | 1               | 0               |                    | -                  | -                  |             | -           | -           | 35     | 5      |